# Kanton Trets
Der Kanton Trets ist seit 1790 ein französischer Wahlkreis im Département Bouches-du-Rhône in der Region Provence-Alpes-Côte d’Azur. Er umfasst 18 Gemeinden. Im Rahmen der landesweiten Neuordnung der französischen Kantone wurde er im Frühjahr 2015 erheblich erweitert.

## Gemeinden
Der Kanton besteht aus 18 Gemeinden mit insgesamt 74.799 Einwohnern (Stand: 1. Januar 2022) auf einer Gesamtfläche von 603,40 km²:
| Gemeinde                | Einwohner 1. Januar 2022 | Fläche km² | Dichte Einw./km² | Code INSEE | Postleitzahl |
| ----------------------- | ------------------------ | ---------- | ---------------- | ---------- | ------------ |
| Beaurecueil             | 595                      | 9,86       | 60               | 13012      | 13100        |
| Châteauneuf-le-Rouge    | 2.331                    | 13,15      | 177              | 13025      | 13790        |
| Fuveau                  | 10.235                   | 30,02      | 341              | 13040      | 13710        |
| Jouques                 | 4.478                    | 80,35      | 56               | 13048      | 13490        |
| Le Puy-Sainte-Réparade  | 5.794                    | 46,29      | 125              | 13080      | 13610        |
| Le Tholonet             | 2.370                    | 10,82      | 219              | 13109      | 13100        |
| Meyrargues              | 3.818                    | 41,67      | 92               | 13059      | 13650        |
| Meyreuil                | 6.341                    | 20,13      | 315              | 13060      | 13590        |
| Peynier                 | 3.692                    | 24,76      | 149              | 13072      | 13790        |
| Peyrolles-en-Provence   | 5.316                    | 34,90      | 152              | 13074      | 13860        |
| Puyloubier              | 1.780                    | 40,85      | 44               | 13079      | 13114        |
| Rousset                 | 5.357                    | 19,50      | 275              | 13087      | 13790        |
| Saint-Antonin-sur-Bayon | 125                      | 17,57      | 7                | 13090      | 13100        |
| Saint-Marc-Jaumegarde   | 1.270                    | 22,56      | 56               | 13095      | 13100        |
| Saint-Paul-lès-Durance  | 886                      | 45,81      | 19               | 13099      | 13115        |
| Trets                   | 10.933                   | 70,31      | 155              | 13110      | 13530        |
| Vauvenargues            | 1.058                    | 54,31      | 19               | 13111      | 13126        |
| Venelles                | 8.420                    | 20,54      | 410              | 13113      | 13770        |
| Kanton Trets            | 74.799                   | 603,40     | 124              | 1328       | –            |

Bis zur landesweiten Neuordnung der französischen Kantone im März 2015 gehörten zum Kanton Trets die acht Gemeinden Beaurecueil, Châteauneuf-le-Rouge, Fuveau, Peynier, Puyloubier, Rousset, Saint-Antonin-sur-Bayon und Trets. Sein Zuschnitt entsprach einer Fläche von 226,02 km2. Er besaß vor 2015 den INSEE-Code 1334.

## Politik
| Vertreter im Departementrat | Vertreter im Departementrat      | Vertreter im Departementrat |
| Amtszeit                    | Namen                            | Partei                      |
| --------------------------- | -------------------------------- | --------------------------- |
| 2015–                       | Jean-Claude Feraud Patricia Saez | UD                          |